# District de Qilin
Pour les articles homonymes, voir Qilin (homonymie).
Le district de Qilin (麒麟区 ; pinyin : Qílín Qū) est une subdivision administrative de la province du Yunnan en Chine. Il est placé sous la juridiction administrative de la ville-préfecture de Qujing.